# Lampung Api jezik
Lampung api jezik (api, lampung, lampung pesisir, lampong; ISO 639-3: ljp), austronezijski jezik skupine lampung, kojim govori 827 000 ljudi (2000 census) u zapadnim, središnjim i južnim predjelima provincije Lampung i jugu provincije Benkulu u Indoneziji.
Govori se više dijalekata, od kojih su neki prije smatrani posebnim jezicima, to su krui (kroe, kru’i, njo, zapadni lampung), južni pesisir, pubian, ranau, sungkai i day. Piše se pismom kaganga ili latinicom

## Vanjske poveznice
- Ethnologue (14th)
- Ethnologue (15th)